# Svante Rasmuson
Svante Rasmuson (Upsália, 18 de novembro de 1955) é um ex-pentatleta e nadador sueco, medalhista olímpico. 

## Carreira
Svante Rasmuson representou seu país nos Jogos Olímpicos de 1976, 1980, 1984 e 1988, na qual conquistou a medalha de prata, no individual, em 1984 e bronze por equipes em 1980. 